# Гроздан Петров
Гроздан Стоилов Петров е български политически офицер, генерал-майор.

## Биография
Роден е на 6 декември 1919 г. в брезнишкото село Красава. От септември 1936 до септември 1940 г. е ученик в 7-а мъжка гимназия в София. През септември 1940 г. се записва като студент в Историко-филологическия факултет на Софийския университет. В университета е активен организатор на Земеделски младежки съюз и член, по негови думи, на РМС. През септември 1942 г. е мобилизиран в ОВМ артилерийски полк в Пловдив. Освободен е през юни 1943 г. Арестуван през същия месец и изпратен последователно в лагерите в Гиген и Сандански. В Сандански е работил в канцеларията на ротата на лагера. Излиза оттам през септември 1944 г. Тогава става член на БКП и на Околийския комитет на БКП в Брезник. През ноември 1944 г. е назначен за помощник-командир на пети конен полк до май 1945 г. От май 1945 до ноември 1946 г. е заместник-командир по политическата част на първи кавалерийски полк. В периода ноември 1946 – декември 1947 г. е заместник-командир по политическата част на десета кавалерийска школа в Сливен. Между декември 1947 и декември 1948 г. е командир на четвърти кавалерийски полк в Ямбол. От декември 1949 до юли 1951 г. е командир на седми кавалерийски полк в Силистра. От юли 1951 г. е заместник-командир по строевата част на втора кавалерийска дивизия. Бил е комендант на Софийския гарнизон в средата на 60-те години. От 22 септември 1965 г. е генерал-майор. Бил е консултант на филма Горещо пладне. Умира през 1978 г. в София.
Награждаван е с орден „9 септември 1944 г.“ I ст. с мечове.

## Образование
- Седма мъжка гимназия, София (септември 1936 – септември 1940)
- Софийски университет, 4 семестъра, незавършено (1940 – 1942)
- Курс за политически офицери, 45 дневен (1945)
- Курс за политически офицери, 3 месечен (1946 – 1947)
- Курс за политически офицери, 10 месечен (1948)
- Висш академичен курс, Военна академия (1953)